# Laurent Meunier
Laurent Meunier, född 16 januari 1979 i Saint-Martin-d'Hères, är en fransk före detta professionell ishockeyspelare som spelar för HC La Chaux-de-Fonds i NLB.
Meunier har representerat Frankrikes landslag vid flera tillfällen och var 2005 lagkapten i landslaget.

## Klubbar
- Brûleurs de Loups de Grenoble Moderklubb–1997, 2003–2006
- LHC Les Lions 1997–2000
- UMass Lowell River Hawks 2000–2002
- Florida Everblades 2002–2003
- Genève-Servette HC 2006–2008, 2010
- HC Lausanne 2007–2008 (lån)
- Fribourg-Gottéron 2008–2009
- Timrå IK 2009–2010
- HC La Chaux-de-Fonds 2010, 2015–
- Straubing Tigers 2010–2015